# Mastophora felda
Mastophora felda là một loài nhện trong họ Araneidae.
Loài này thuộc chi Mastophora. Mastophora felda được Herbert Walter Levi miêu tả năm 2003.